# Ophiurothamnus laevis
Ophiurothamnus laevis är en ormstjärneart som först beskrevs av Christian Frederik Lütken och Ole Theodor Jensen Mortensen 1899.  Ophiurothamnus laevis ingår i släktet Ophiurothamnus och familjen knotterormstjärnor. Inga underarter finns listade i Catalogue of Life.